# Organización territorial de Palaos

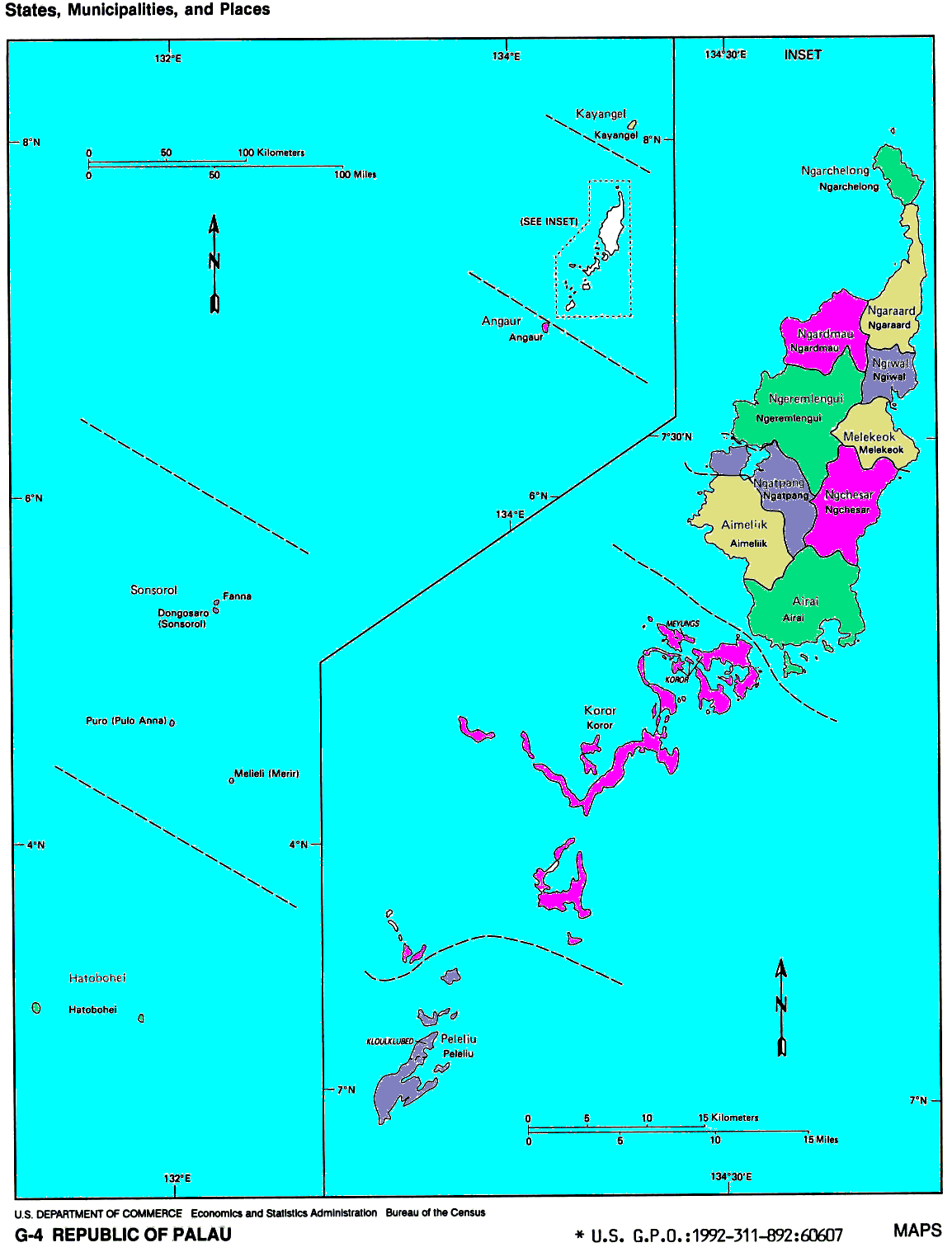
Estados de Palaos.

Palaos está dividida en dieciséis provincias administrativas, llamados estados. Los datos sobre la población corresponden al censo de 2005
| Estado       | Área | Población |
| ------------ | ---- | --------- |
| Aimeliik     | 52   | 270       |
| Airai        | 44   | 2.723     |
| Angaur       | 8    | 320       |
| Hatohobei    | 3    | 44        |
| Kayangel     | 3    | 188       |
| Koror        | 18   | 12.676    |
| Melekeok     | 28   | 391       |
| Ngaraard     | 36   | 581       |
| Ngarchelong  | 10   | 488       |
| Ngardmau     | 47   | 166       |
| Ngeremlengui | 65   | 317       |
| Ngatpang     | 47   | 464       |
| Ngchesar     | 41   | 254       |
| Ngiwal       | 26   | 223       |
| Peleliu      | 13   | 702       |
| Sonsorol     | 4    | 100       |